# Heinrich Koch (Politiker, 1962)
Heinrich Friedrich Koch (* 8. März 1962 in Mannheim, Baden-Württemberg) ist ein deutscher Politiker der Alternative für Deutschland (AfD) und seit dem 25. März 2025 Mitglied des Deutschen Bundestages.

## Persönlicher Werdegang
Koch entstammt einem freireligiösen Elternhaus in Rheinau-Süd. Die Gerhart-Hauptmann-Schule beendete er mit dem Hauptschulabschluss und absolvierte danach eine Ausbildung zum Autoschlosser bei Opel. Nachdem er das Abitur nachgeholt hatte, studierte er zunächst Theologie an der Universität Mannheim, wechselte dann jedoch zum Studienfach Ägyptologie an der Hochschule Mannheim.
Koch war Berufssoldat im Dienstgrad des Oberstleutnants.
Er ist Wirtschaftsingenieur und Master of Engineering in Traffic Accident Research der technischen Universität Graz. Im Anschluss daran arbeitete er als Projekt-Ingenieur in den USA – in Washington und San Francisco. Er kehrte in seine Heimatstadt Mannheim zurück, um sich als vereidigter Kfz-Sachverständiger für Verkehrsunfallrekonstruktion und Kraftfahrzeugschäden selbständig zu machen.
Koch ist mit der Mannheimer AfD-Stadträtin Silke Koch verheiratet. Die Reality-TV-Teilnehmerin Kim Virginia Hartung ist seine Stieftochter.

## Politischer Werdegang

### Wechsel von FDP zu AfD
Koch war von 2009 bis 2012 Bezirksbeirat im Mannheimer Stadtteil Käfertal für die FDP, ehe er Gründungsmitglied des AfD-Kreisverbandes Mannheim wurde.

### Austritt aus der AfD
2015 trat er zusammen mit dem AfD-Gründer Bernd Lucke aus der Partei aus und kandidierte bei der Landtagswahl in Baden-Württemberg 2016 erfolglos für die AfD-Abspaltung Allianz für Fortschritt und Aufbruch (ALFA) im Wahlkreis Mannheim II (Mannheim-Süd), wo er 1,5 % der Stimmen erhielt.

### Wiedereintritt in die AfD
2019 trat er wieder in die AfD ein und vertrat die Partei im Rheinauer Bezirksbeirat. Bei der Landtagswahl in Baden-Württemberg 2021 im Wahlkreis Mannheim II bekam er 7,9 Prozent der Stimmen.
Im Juni 2024 erlangte er bundesweit Bekanntheit, als er kurz nach dem Messerangriff in Mannheim beim Aufhängen von Plakaten vor der Kommunalwahl von einem 25-jährigen psychisch kranken Mann mit einem Cutter-Messer angegriffen und verletzt wurde.
Koch ist Kreissprecher der AfD Mannheim und seit 2024 Stadtrat und Mitglied der AfD-Gemeinderatsfraktion Mannheim.

### Deutscher Bundestag
Bei der Bundestagswahl 2025 trat er im Bundestagswahlkreis 275 (Mannheim) an. Über Platz 15 der Landesliste der AfD Baden-Württemberg gelang ihm der Einzug in den 21. Deutschen Bundestag. Dort ist er Mitglied in folgenden Ausschüssen und Gremien:
- Ordentliches Mitglied im Verteidigungsausschuss
- Stellvertretendes Mitglied im Auswärtigen Ausschuss
- Stellvertretendes Mitglied in der Parlamentarischen Versammlung des Europarates